# Relacions exteriors de Cap Verd
Aquests és un article sobre les relacions exteriors de Cap Verd, una república d'Àfrica que segueix una política de no alineació i busca relacions de cooperació amb tots els Estats amics. Angola, Brasil, lal República Popular de la Xina, Cuba, França, Alemanya, Portugal, Senegal, Rússia i els Estats Units mantenen ambaixades a Praia.
Cap Verd és activament interessada en els afers exteriors, especialment a Àfrica. Té relacions bilaterals amb algunes nacions lusòfones i pertany a una sèrie d'organitzacions internacionals. També participa en la majoria de les conferències internacionals sobre temes econòmics i polítics.

## Relacions bilaterals

### Angola
Cap Verd va signar un acord d'amistat amb Angola al desembre de 1975, poc després que Angola va obtenir la seva independència. Cap Verd i Guinea Bissau serveixen de punts d'escala per tropes cubanes en el seu camí a Angola per lluitar contra els rebels d'UNITA i les tropes de Sud-àfrica. El primer ministre Pedro Pires va enviar tropes de les FARP a Angola on van servir de guardaespatlles personals del President de la República José Eduardo dos Santos.

### Xina
En gener de 2007 Manuel Inocêncio Sousa, Ministre d'Infraestructures, Transports i Mar, indicà la importància de la República Popular de la Xina per a Cap Verd:
| « | " Xina ha estat un amic de Cap Verd fins i tot abans d'obtenir la independència de Portugal Fa 30 anys, les relacions bilaterals han estat molt bones: el 2002, per exemple, el valor del comerç entre els dos països va arribar als 1,8 milions US $, en exportacions xineses de productes d'indústria lleugera i productes diversos." | » |

### Guinea Bissau
La República de Guinea-Bissau és a uns 900 km al sud-est de Cap Verd, a la costa d'Àfrica Occidental. Tots dos eren colònies de l'Imperi Portuguès i plegats van lluitar per la independència amb un pla per a la unificació, però se separen després de 1980.

### Corea del Sud
El 3 d'octubre de 1988 es van establir relacions diplomàtiques entre la República de Corea i Cap Verd i en 2011 el comerç bilateral era de $1,140,792 en exportacions (Maquinària, automòbils, instruments òptics) i $65,166 en importacions.

### Estats Units
Els Estats Units van proporcionar ajuda humanitària d'emergència i suport financer a Cap Verd en el període immediatament posterior a la independència de Cap Verd, així com després dels desastres naturals, inclòs l'huracà que va sacsejar l'illa Brava el 1982 i després de la greu erupció volcànica a l'illa de Fogo en 1995. Cap Verd també és elegible per als beneficis comercials en el marc de l'African Growth and Opportunity Act (AGOA), i ha signat un acord de Cels Oberts per facilitar la seguretat i l'expansió del transport aeri. El 4 de juliol de 2005 Cap Verd es va convertir en el tercer país a signar un acord amb el Govern dels EUA finançat per la Millennium Challenge Corporation (MCC); el paquet d'assistència de cinc anys és de més de 110 milions $ per a l'expansió de l'economia rural, desenvolupament d'infraestructura i del sector de crèdit.